# Brückenschwester
Brückenschwester ist eine Marke des Vereins Onkologischer Schwerpunkt Stuttgart e.V.  Sie umfasst Dienstleistungen im Gesundheitswesen für schwerkranke und sterbende Patienten mit chronischen Erkrankungen, besonders mit Tumorerkrankungen, durch Pflegefachkräfte mit staatlicher Anerkennung und entsprechender Fortbildung und Erfahrung. Allgemeinsprachlich werden Mitarbeiter in der Überleitungspflege als Brückenschwester oder Brückenpfleger  bezeichnet, insbesondere bei der Betreuung von schwerkranken Tumorpatienten im häuslichen Umfeld.
Es handelt sich um ein Konzept, das in Baden-Württemberg seit den 1990er Jahren vom zuständigen Sozialministerium, den Krankenkassen und der Landeskrankenhausgesellschaft unterstützt wird. Im Jahr 1999 ermittelte der Krankenhausplan für Baden-Württemberg einen Bedarf von fünfzig Brückenpflegekräften. Zehn Jahre später konstatierte die Landesregierung, die Brückenpflege sei eine bewährte Schnittstelle zwischen den Einrichtungen für die Versorgung von Palliativpatienten.

## Tätigkeiten
Als Teil eines Palliative-Care-Teams optimieren Brückenpflegekräfte die häusliche Betreuung und begleiten die Angehörigen. Ziel ist, die Lebensqualität von Patienten und Angehörigen durch Zusammenarbeit im interdisziplinären Team zu verbessern und zu gewährleisten. Durch diese Palliative Care sollen Krankenhausaufenthalte verkürzt und vermieden werden, indem die häusliche Versorgung der Patienten dem Versorgungsstand eines Krankenhauses angeglichen wird. Brückenpflegekräfte übernehmen nur ausnahmsweise die direkte pflegerische Versorgung der Patienten, sondern sind organisierend und koordinierend tätig.
Brückenschwestern stellen die korrekte Durchführung der Schmerztherapie sicher, stellen Schmerzpumpen  oder andere notwendige medizintechnische Geräte zur Verfügung und helfen zusammen mit dem behandelnden Arzt bei der Symptomkontrolle. Sie betreuen Betroffene wie Angehörige durch regelmäßigen Kontakt in Form von Telefonaten und Hausbesuchen. Des Weiteren helfen sie bei akuter Verschlechterung der Situation durch Krisenintervention, beispielsweise bei körperlicher oder psychischer Überforderung der pflegenden Angehörigen oder bei plötzlich auftretenden, krankheitsbedingten Komplikationen. Dies wird durch eine 24-Stunden-Erreichbarkeit und Rufbereitschaften sichergestellt. Außerdem dokumentieren sie den Krankheitsverlauf. Eine Brückenschwester soll für alle Betroffenen eine feste Bezugsperson darstellen. Einer 1992 veröffentlichten Evaluationsstudie zufolge kann dadurch die Zufriedenheit von Patienten und Angehörigen verbessert werden.

## Ausbildung
Brückenschwestern sind Gesundheits- und Krankenpfleger mit langjähriger Berufserfahrung, die speziell fortgebildet wurden; die meisten haben einen Basiskurs in Palliative Care, einige zusätzlich noch die Weiterbildung Case Management absolviert.

## Finanzierung
Ein Hauptanliegen der Palliative Care ist, dass sämtliche Leistungen für den schwerkranken Patienten kostenfrei sind.
Die Kosten für Brückenpflege werden nicht von allen gesetzlichen Krankenkassen übernommen, da es sich nur zum Teil um Behandlungspflege, überwiegend aber eher um eine psychosoziale Betreuung handelt. Leistungen für onkologische Patienten in der terminalen Phase, die im Rahmen eines Krankenhausaufenthalts an die Brückenschwestern gemeldet wurden, werden in Baden-Württemberg bisher über den Tagespflegesatz des beteiligten Krankenhauses abgerechnet, insbesondere über die Budgets der Onkologischen Schwerpunkte und Tumorzentren. Anders verhält es sich, wenn Brückenschwestern einen SAPV-Vertrag mit den Krankenkassen geschlossen haben oder als Kooperationspartner eines Palliative-Care-Teams tätig sind, das seinerseits als SAPV-Leistungserbringer Vertragspartner ist. Dennoch muss ein Teil der Kosten immer noch durch Spenden erwirtschaftet werden, außerdem ist der bürokratische Aufwand durch spezielle Dokumentationssysteme sowie durch die Vorgaben der SAPV und des Medizinischen Dienstes der Krankenversicherung (MDK) erheblich gestiegen.